# Gaetano Fontana
Gaetano Fontana (Catanzaro, Italia, 21 de febrero de 1970) es un exfutbolista y entrenador italiano. Jugaba de centrocampista y actualmente entrena al Turris de la Serie C de Italia.

## Trayectoria

### Como futbolista
Formado en el Catanzaro, club de su ciudad natal, fue incorporado al primer equipo en 1988. Jugó también con Padova (con el que debutó en la Serie A), Reggina, Alessandria y Juve Stabia, antes de fichar por el Ascoli, del que pronto se convirtió en el capitán, logrando un ascenso a la Serie B en 2002. Posteriormente, jugó con Fiorentina y Napoli, para luego retirarse en el Ascoli, en 2007.

### Como entrenador
Empezó su carrera como entrenador en el banquillo del Centobuchi, club de las Marcas que en ese entonces militaba en la Serie D (cuarta división italiana). En marzo de 2010 fue contratado por la Santegidiese, equipo de los Abruzos que también jugaba en la Serie D, finalizando segundo en el grupo F. En el mes de julio de 2013, se volvió entrenador de la Nocerina de la Lega Pro Prima Divisione (la tercera categoría de ese entonces); sin embargo, el 31 de noviembre dimitió después del Derby de la Vergüenza entre el equipo nocerino y la Salernitana, debido al cual el mismo Fontana fue condenado a tres años y seis meses de suspensión; el 21 de marzo de 2016 fue indultado por la Federación Italiana de Fútbol, que le condonó los últimos quince meses de suspensión.
El 11 de junio siguiente, fichó por la Juve Stabia de la Lega Pro (la actual Serie C); fue cesado de su cargo el 13 de marzo de 2017, tras un mal momento para el club de Castellammare di Stabia. El 19 de junio de 2017 fue elegido como nuevo entrenador del Cosenza, pero fue despedido el 25 de septiembre. El 18 de junio de 2018 fue contratado por la Casertana, siendo cesado el 27 de noviembre. El 22 de julio de 2019 fue fichado para entrenar al Fano, pero fue cesado el 2 de diciembre. El 26 de julio de 2021 fue nombrado entrenador del Imolese; tras lograr la permamencia del club en la Serie C, fue confirmado para la temporada siguiente, aunque fue despedido antes del comienzo del campeonato. El 22 de diciembre de 2022 se convirtió en el entrenador del Turris de la Serie C.

## Clubes

### Como futbolista
| Club        | País   | Año       |
| ----------- | ------ | --------- |
| Catanzaro   | Italia | 1988-1991 |
| Padova      | Italia | 1991-1993 |
| Reggina     | Italia | 1993-1994 |
| Padova      | Italia | 1994-1995 |
| Alessandria | Italia | 1995-1997 |
| Juve Stabia | Italia | 1997-2000 |
| Ascoli      | Italia | 2000-2003 |
| Fiorentina  | Italia | 2003-2004 |
| Napoli      | Italia | 2004-2006 |
| Ascoli      | Italia | 2006-2007 |

### Como entrenador
| Club         | País   | Año       |
| ------------ | ------ | --------- |
| Centobuchi   | Italia | 2008-2009 |
| Santegidiese | Italia | 2009-2012 |
| Nocerina     | Italia | 2013      |
| Juve Stabia  | Italia | 2016-2017 |
| Cosenza      | Italia | 2017      |
| Casertana    | Italia | 2018      |
| Fano         | Italia | 2019      |
| Imolese      | Italia | 2021-2022 |
| Turris       | Italia | 2022-Act. |